# 1936 في اليابان
فيما يلي قوائم الأحداث التي وقعت خلال عام 1936 في اليابان.

## سياسة

### تعيين في المنصب
- 29 فبراير – كيسوكه أوكادا رئيس وزراء اليابان.
- 9 مارس – كوكي هيروتا رئيس وزراء اليابان.

### انتهاء فترة المنصب
- 9 مارس – كيسوكه أوكادا رئيس وزراء اليابان.

## مواليد

### يناير
- 1 يناير – هيروشي أوتا دبلوماسي ياباني.
- 11 يناير – ماساشي واتانابي لاعبو كرة قدم يابانيون.
- 30 يناير – كوجي ساساكي لاعب كرة قدم ياباني.

### مارس
- 21 مارس – تاكيشي واتابي
- 21 مارس – هيرو موتشيزوكي

### أبريل
- 20 أبريل – ماكوتو ايتو عالم اقتصاد ياباني.

### مايو
- 26 مايو – هيروشي سايكي لاعب كرة قدم ياباني.

### يونيو
- 19 يونيو – تاكيشي أونو ممثل ياباني.

### يوليو
- 9 يوليو – هيروشي ساساغاوا
- 16 يوليو – ياسو فوكودا

### أغسطس
- 20 أغسطس – هيديكي شيراكاوا

### سبتمبر
- 4 سبتمبر – اكي كاجيوارا

### أكتوبر
- 16 أكتوبر – نوبويو أوياما
- 25 أكتوبر – ماساكو نوزاوا

### نوفمبر
- 1 نوفمبر – كاتسوهيسا هاتوري ملحن ياباني.

### ديسمبر
- 3 ديسمبر – سابورو كاوابوتشي لاعبو كرة قدم يابانيون.
- 4 ديسمبر – ميتشيكو ياماموتو

## وفيات

### يناير
- 1 يناير – تشوهاتشي نينوميا (مواليد 1866)

### فبراير
- 26 فبراير – سايتو ماكوتو (مواليد 1858)
- 26 فبراير – كوريكيو تاكاهاشي (مواليد 1854) سياسي ياباني.

### مارس
- 12 مارس – كوساي أوتشيدا (مواليد 1865)

### مايو
- 3 مايو – كيكناي إيكيدا (مواليد 1864) كيميائي ياباني.